# Aargauer Literaturhaus

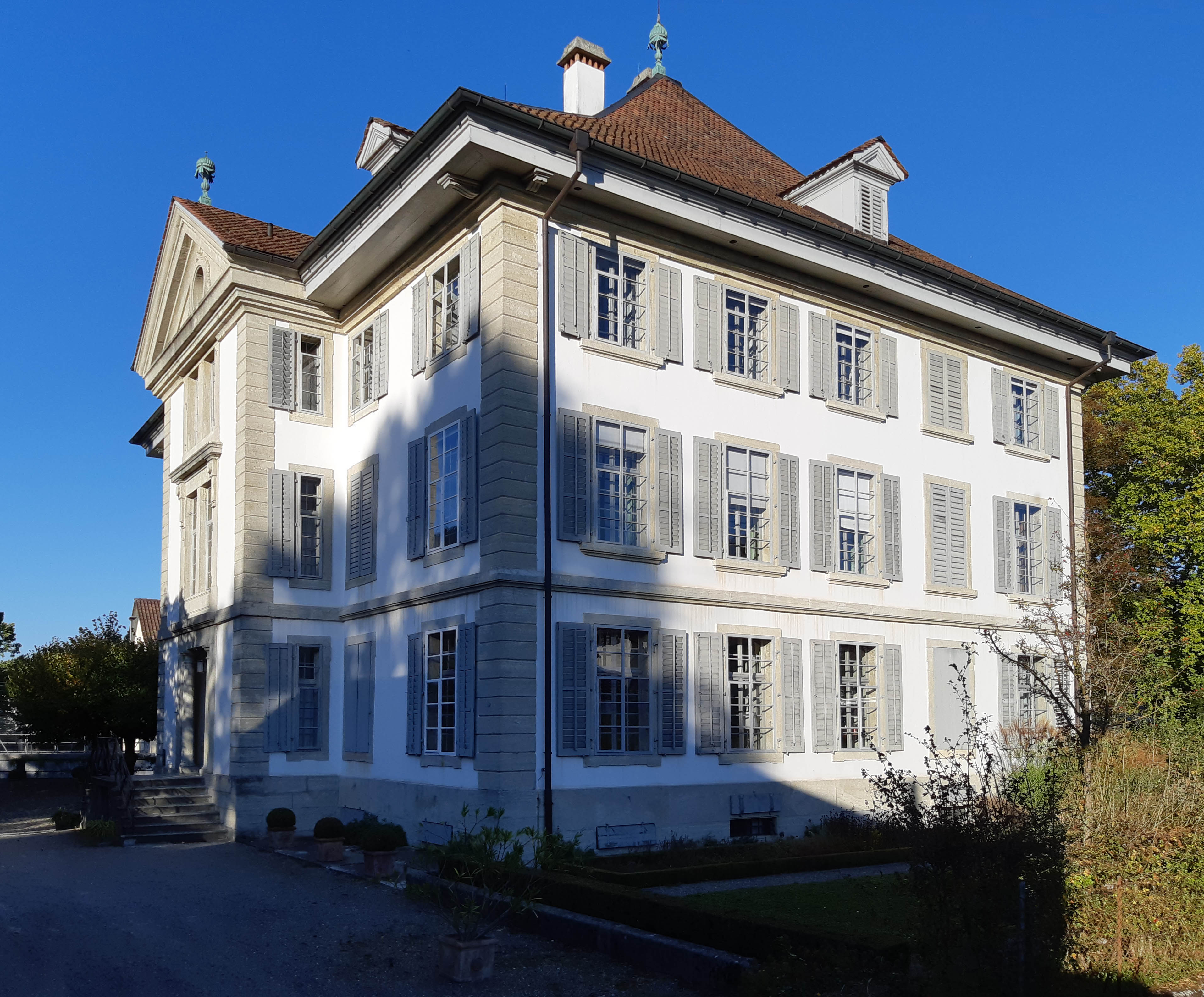
Müllerhaus Lenzburg, Sitz des Aargauer Literaturhauses

Das Aargauer Literaturhaus ist eine Kulturinstitution in Lenzburg (Kanton Aargau, Schweiz), die sich der Popularisierung von Literatur und literarischen Praktiken widmet. Es führt regelmässig Autorengespräche, Lesekonferenzen und Literaturworkshops für alle Altersgruppen durch. Es wurde 2004 gegründet und befindet sich im Kulturzentrum der Stadt, dem Müllerhaus, einem Baudenkmal aus dem 18. Jahrhundert und einem der wichtigsten Kulturgüter der Stadt Lenzburg.
Das Haus unterhält eine Ein-Personen-Autorenresidenz (mit einem Aufenthaltsrecht von bis zu drei Monaten) – das Atelier Müllerhaus.

## Geschichte
Das Müllerhaus, ein dreistöckiges frühklassizistisches Bau am Bleicherain 7, «das schönste Haus im Kanton Aargau», einen halben Kilometer vom Schloss Lenzburg entfernt, wurde vom Lenzburger Baumwollindustriellen Gottlieb Hünerwadel in Auftrag gegeben und 1785 vom Berner Architekten Carl Ahasver von Sinner errichtet. Nach dem wirtschaftlichen Niedergang der Hünerwadel-Dynastie am Ende des 19. Jahrhunderts kaufte 1903 der Arzt Adolf Müller-Fischer das leerstehende Bürgerhaus. Er eröffnete dort seine Arztpraxis und zog mit seiner Familie in den ersten Stock. Seit 1987 ist das Baudenkmal im Besitz der kulturellen und gemeinnützigen «Stiftung Dr. Hans Müller und Gertrud Müller», welche 1987 von seinen Kindern Hans (1897–1989) und Gertrud Müller (1901–2001) gegründet wurde. Im Jahr 2004 wurde das Müllerhaus im Rahmen einer von der Müller-Stiftung und dem Aargauer Kuratorium, seit 2010 Hauptfinanzpartner der Institution, unterstützten Bürgerinitiative zur offiziellen Adresse des kantonalen Literaturhauses.

## Tätigkeit

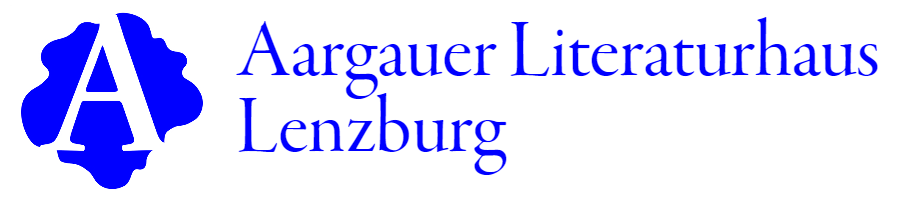
Logo

Das Literaturhaus, das sich als «ein Ort fürs Wort, ein Treffpunkt für Lesende und Schreibende, ein gastliches Haus für Literatur und Menschen, die ihr zugewandt sind» positioniert, zugleich versteht sich auch als «Ort der Produktion und Reflexion». In professionell geleiteten Werkstätten fördert das Haus das literarische Schreiben für Kinder, Jugendliche, Erwachsene sowie das engagierte und kritische Lesen. Regelmässig finden im Literaturhaus auch Reflexionsveranstaltungen und Retraiten von Kulturschaffenden und Literaturexperten statt.
Darüber hinaus hat drei Mal pro Jahr ein Gast-Autor von internationalem Renommee die Gelegenheit, das «Atelier Müllerhaus» des Aargauer Literaturhauses während drei Monaten als Schreib- und Lebensort zu nutzen. Atelier-Gäste waren: Felicitas Hoppe (Deutschland), Marcel Beyer (Deutschland), Cécile Wajsbrot (Frankreich), Olga Grjasnowa (Deutschland), Marion Poschmann (Deutschland), Kurt Drawert (Deutschland), Julya Rabinowich (Österreich), Silke Scheuermann (Deutschland), Stephan Thome (Deutschland), Jaroslav Rudiš (Tschechien), Ursula Krechel (Deutschland), Thomas Hettche (Deutschland), Mirko Bonné (Deutschland), Lutz Seiler (Deutschland), Michael Stavarič (Österreich), Barbara Honigmann (Deutschland), Michael Kleeberg (Deutschland), Jan Koneffke (Deutschland), María Cecilia Barbetta (Deutschland).
So steht es im Programm-Manifest des Literaturhauses, «Das Literaturhaus darf die literarische Praxis als demokratische Praxis nicht mystifizieren, sondern muss sie anschaulich und gemeinschaftlich machen. Heute bildet das Literaturhaus zugleich den Ersatz für das Serien-, Film-, Videospiel- und Podcasthaus – in ihm wird die Kulturtechnik des Erzählens, deren Tropen und Memes längst alle Mediengrenzen überschritten hat, archiviert, gelernt, geteilt und gefeiert. Das Literaturhaus ist also ein Haus mit offenen Türen: eine Werkstatt, die die Literatur nicht bloss vermittelt, sondern mithervorbringt und in sich ausbrütet.»

## Leiter
- Andreas Neeser (2004–2011)[7]
- Svenja Herrmann, Martina Kuoni (interim Ende 2010)[7]
- Sibylle Birrer (2012–2013)[7]
- Bettina Spoerri (2013–2022)[7]
- Cédric Weidmann (seit 2022)[7]